# Кидяев, Юрий Константинович
Юрий Константинович Кидяев (28 февраля 1955, Москва) — советский гандболист, чемпион Олимпийских игр 1976 года. Заслуженный мастер спорта СССР (1976).

## Биография
Военнослужащий. Выступал за ЦСКА (Москва).
Чемпион Олимпийских игр 1976 года. Серебряный призёр Олимпиады 1980 года.
Чемпион мира 1982 года. Серебряный призёр ЧМ 1978, 1985. Обладатель Суперкубка 1985 года, Кубка кубков 1987 года. Чемпион СССР 1976—1980, 1982, 1983, 1987. Победитель Спартакиады народов СССР 1975 и 1979 году.
В составе сборной команды СССР провел 252 встречи, забросил 601 мяч. Много лет работал тренером заграницей.
В 2017 году был помощником Степана Сидорчука в мужской молодёжной сборной России (до 21 года), которая заняла 8-е место на чемпионате мира в Алжире.